# Kid Colt
Kid Colt is de naam van twee verschillende personages uit de strips van Marvel Comics. De oorspronkelijke Kid Colt is een revolverheld uit het Wilde Westen. Hij debuteerde in Kid Colt: Hero Of The West #1 (1948) van Marvel Comics' voorloper Timely Comics. De tweede Kid Colt is een paardachtige superheld uit het heden die debuteerde in Heroes Reborn: Young Allies (2000).

## Publicatiegeschiedenis

### Kid Colt (revolverheld)
Kid Colt maakte zijn debuut in Kid Colt: Hero Of The West #1 (1948) van Marvel Comics' voorloper Timely Comics. Het blad werd in 1949 omgedoopt tot Kid Colt Outlaw en bleef onder die titel verschijnen tot het 229ste en laatste nummer in 1979. Daarmee was 'Kid Colt Outlaw het langstlopende westerntijdschrift uit de Verenigde Staten. Vanaf 1966 bestonden de meeste nummers uit herdrukken van eerdere verhalen. Tussen nummer 139 (april 1968) en 140 (oktober 1969) werd de publicatie van het blad onderbroken, maar verder bleef het onafgebroken verschijnen. Naast Kid Colt Outlaw werden verhalen met Kid Colt in de hoofdrol bovendien gepubliceerd in andere westernstripreeksen van Marvel, waaronder Wild Western (1948-1957) en Gunsmoke Western (1955-1963). Na 1979 heeft Kid Colt sporadisch een rol in strips van de superhelden van Marvel, gewoonlijk in verhalen waarin tijdreizen een rol speelt. Sinds 2000 heeft Marvel bovendien enkele nieuwe westerns gepubliceerd waarin Kid Colt een rol speelt. De eerste hiervan is de miniserie Blaze of Glory: The Last Ride of the Western Heroes van schrijver John Ostrander en tekenaar Leonardo Manco. In dit verhaal worden de eerdere avonturen van Kid Colt geretconned tot fictieve dime novels.
In Nederland debuteerde Kid Colt in Sheriff Classics #921 (1964), het 21ste nummer van de reeks. In deze reeks kwamen strips van verschillende westernhelden van met name Marvel Comics aan bod. 75 van de 250 delen van de reeks zijn gewijd aan Kid Colt. Sheriff Classics werd in 1974 stopgezet, maar van 1975 tot en met 1977 verschenen er bij dezelfde uitgever nog zes Kid Colt Albums. Ten slotte was Kid Colt nog te zien in de reeks Juniorpress presenteert - Rawhide Kid (1980-1982). Sindsdien zijn er geen nieuwe Kid Colt-strips meer gepubliceerd in het Nederlands.

### Kid Colt (superheld)
Deze Kid Colt debuteerde in Heroes Reborn: Young Allies (2000).

## Biografie

### Kid Colt (revolverheld)
De oorsprong van Kid Colt (echte naam: Blaine Colt) wordt verteld in Kid Colt Outlaw #11 (september 1950): Kid Colt doodde de moordenaar van zijn vader in een eerlijk duel, maar wordt vervolgens ten onrechte beschuldigd van moord. Hij is altijd op de vlucht voor de wet, en houdt zich ondertussen bezig met heldhaftige goede daden in een poging zijn reputatie weer te herstellen. Een iets gewijzigd oorsprongsverhaal voor Kid Colt wordt verteld in Kill the Kid, een eenmalige uitgave uit 2009.

### Kid Colt (superheld)
Kid Colt (echte naam:  (echte naam: Elric Freedom Whitemane) is de zoon van hippies tot zijn DNA tijdens 'tests' door de overheid samengevoegd wordt met dat van de Kymellians, paardachtige aliens. Elric kan voortaan veranderen in een paardachtig wezen, korte stukjes teleporteren en spullen opslaan in extra-dimensionele ruimte. Hij neemt de naam Kid Colt aan en besluit zijn nieuwe krachten te gebruiken om mensen in nood te helpen. Hij wordt vervolgens gerekruteerd door het superheldenteam Young Allies. Als Kid Colt niet in paardengedaante is draagt hij een cowboykostuum als eerbetoon aan de originele Kid Colt.